# The Glorious Adventure
The Glorious Adventure er en britisk stumfilm fra 1922 af J. Stuart Blackton.

## Medvirkende
- Diana Manners som Beatrice Fair
- Gerald Lawrence som Hugh Argyle
- Cecil Humphreys som Walter Roderick
- Victor McLaglen som Bulfinch
- Alice Crawford som Stephanie Dangerfield
- Lois Sturt som Nell Gwyn
- William Luff som Charles II
- Fred E. Wright som Humpty
- Flora le Breton som Rosemary